# Príncipe Hisaaki

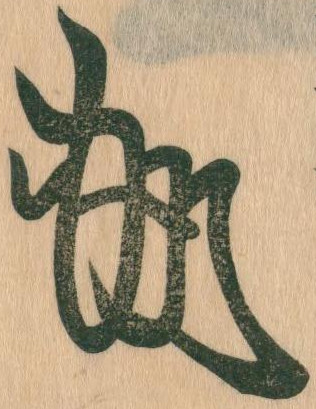
Firma del Príncipe Hisaaki (kaō)

El Príncipe Hisaaki (久明親王 Hisaaki Shinnō?, 19 de octubre de 1276 - 16 de noviembre de 1328) fue el octavo shōgun del shogunato Kamakura de Japón
gobernó entre 1289 hasta 1308.
Fue hijo del Emperador Go-Fukakusa. y estaba controlado por los regentes del clan Hōjō.